# Grande Loge traditionnelle et symbolique Opéra
La Grande Loge traditionnelle et symbolique Opéra (GLTSO) est une obédience maçonnique née d'une scission avec la Grande Loge nationale française (GLNF) en 1958. Exclusivement masculine, elle appartient à la franc-maçonnerie traditionnelle et fait partie de la Confédération des grandes loges unies d'Europe.

## Histoire

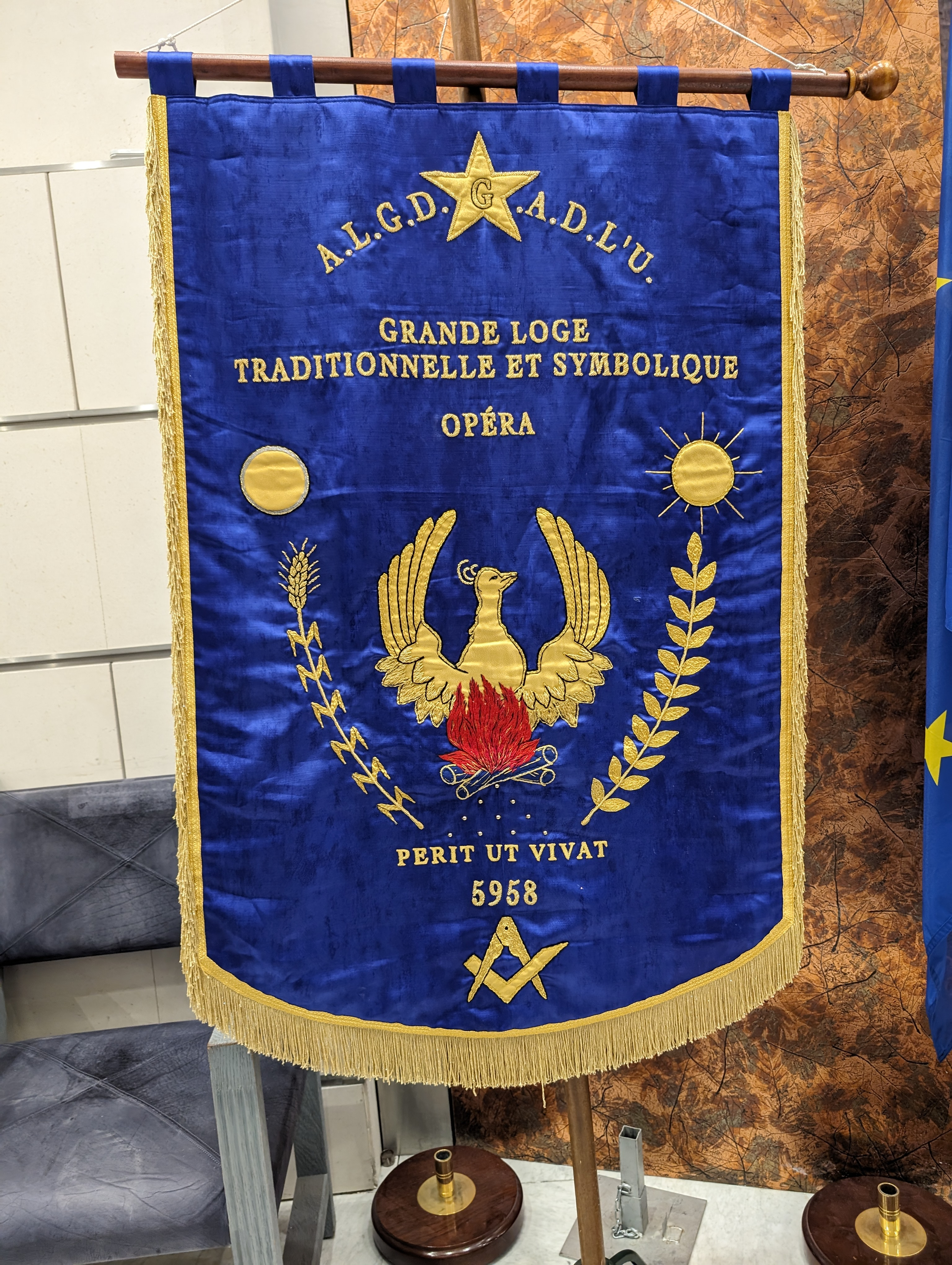
Bannière de la Grande Loge traditionnelle et symbolique Opéra.

En 1958, sept loges, dont le « Centre des amis », de la Grande Loge nationale française, s'en séparent pour fonder la « Grande Loge nationale française - Opéra » (GLNF-Opéra)[source insuffisante], ce nom faisant alors référence à l'adresse de son siège social, situé avenue de l'Opéra à Paris.
Deux raisons motivent la scission :
- La forte influence des frères anglais sur la Grande Loge nationale française (environ 25 % des effectifs).
- La volonté de nouer des relations fraternelles avec les autres obédiences.

L'obédience est également créée pour être un conservatoire du Rite écossais rectifié, fondé au XVIIIe siècle par Jean-Baptiste Willermoz, réveillé en France, en 1910, par Camille Savoire et Édouard de Ribaucourt.
Trois ans après sa fondation, la nouvelle obédience est, avec d'autres obédiences maçonniques, à l'origine du Centre de liaison et d'information des puissances maçonniques signataires de l'appel de Strasbourg (CLIPSAS), organisation à laquelle elle n'appartient plus.[réf. nécessaire].
En 1982, la « Grande Loge nationale française - Opéra » prend le nom de « Grande Loge traditionnelle et symbolique Opéra » ou GLTSO. Ce changement de nom est motivé par la volonté d'éviter toute confusion et pour mieux se différencier de la GLNF d'origine (dite « Bineau ») ainsi que de la Loge nationale française, fondée en 1968.

## Représentation et activité philanthropique
Troisième obédience masculine française, elle compte environ 4 500 membres pour près de 300 loges en France et dans le monde. Il est estimé que 20 % des membres se trouvent dans plusieurs pays d'Afrique, dans les Dom-Tom, en Belgique, Italie, Espagne et Thaïlande. Elle est à l'origine de la Grande Loge traditionnelle et symbolique de Madagascar et à la Grande Loge traditionnelle et symbolique d’Afrique.
La Grande Loge traditionnelle et symbolique Opéra exerce une pratique active de la philanthropie par le biais de son fonds de dotation et grâce à l’organisation de galas pour recueillir des fonds et les distribuer directement ou par le biais de plusieurs associations humanitaires qui apportent des soins et des secours aux populations vulnérables et à l’enfance en difficulté,.

## Rites pratiqués
Le Rite écossais rectifié est le rite de fondation et officiel de la GLTSO. 
Elle pratique également :
- Le Rite émulation
- Le Rite français traditionnel
- Le Rite écossais ancien et accepté
- Le Rite standard d'Écosse
- Le Rite d'York

## Grands-maîtres
- Vincent Planque (1958 - 1964)[8]
- Pierre Fano (1964 - 1968 & 1971 - 1977)[8]
- Pierre Massiou (1968 - 1971 & 1977 - 1980)
- Roger Santelli (1980 - 1983)
- Christian Lefevre (1983 - 1986)
- Etienne Taddei (1986 - 1989)
- Marc Santucci (1989 - 1992)
- Maurice Haquin (1992 - 1995)
- Bernard Bertry (1995 - 1999)[9]
- Guy Macquet (1999 - 2002)[10]
- Roger Pantalacci (2002 - 2005)[11]
- Jean-Marc Petillot (2005 - 2008)
- Bernard de Bosson (2008 - 2011)
- Jean Dubar (2011 - 2014)[12]
- René Doux (2014 - 2017)[13]
- Pascal Berjot (2017 - 2020)[14]
- Philippe Meiffren (2020 - 2023)[15]
- Philippe Cangemi (2023 -  )[16]

## Publications

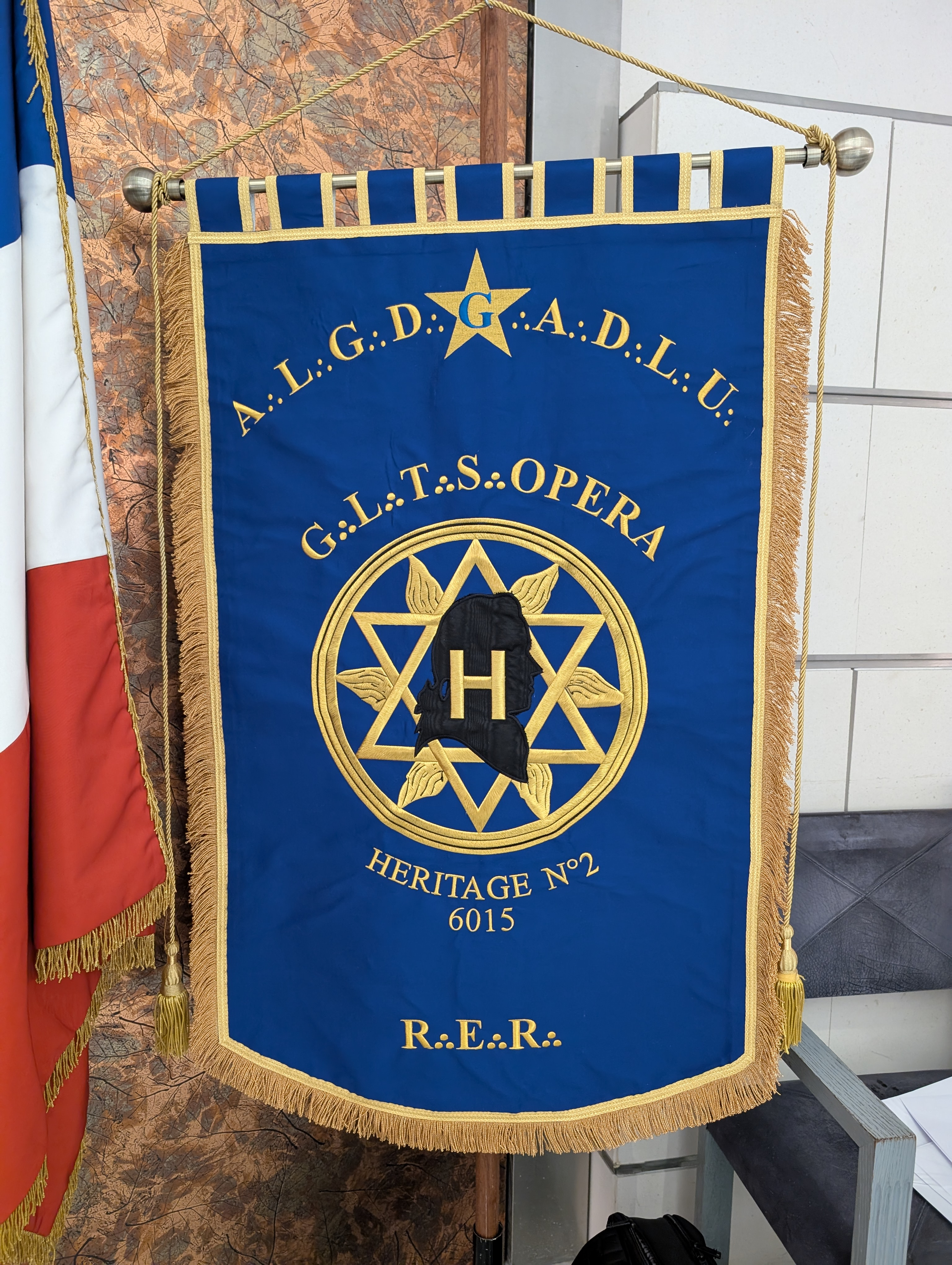
La loge de recherche Héritage n°2.

Chaque trimestre, elle publie la revue Epistolae Latomorum. Une fois par an, sa loge de recherche « Héritage n°2 » édite un cahier consacré à Jean-Baptiste Willermoz et plus largement au Rite écossais rectifié. 
Les membres de la GLTSO qui pratiquent le Rite français traditionnel éditent également la revue Tradition(s).